# Battaglia del Bidassoa
La battaglia del Bidassoa, anche detta battaglia del Bidasoa o battaglia di Larrun, venne combattuta il 7 ottobre 1813 nell'ambito dei più vasti eventi della guerra d'indipendenza spagnola.
L'armata coalizzata di truppe britanniche, portoghesi e spagnole comandata dal Duca di Wellington mosse alla volta del confine franco-spagnolo nel settore occidentale dei Pirenei, dove le unità francesi del maresciallo Nicolas Jean-de-Dieu Soult erano trincerate in posizione difensiva dietro il fiume Bidasoa (o Bidassoa). La mattina del 7 ottobre i coalizzati sferrarono un attacco attraverso il corso del fiume, sfruttando un momento di bassa marea: colti di sorpresa, i francesi furono sconfitti e messi in rotta, consentendo a Wellington di fare ingresso per la prima volta sul suolo della Francia.

## Antefatti
Dopo la sconfitta riportata tra il 31 agosto e il 1º settembre 1813 nella battaglia di San Marcial, l'armata francese del maresciallo Nicolas Jean-de-Dieu Soult dovette rinunciare a ulteriori offensive in direzione della Spagna e si attestò a difesa dietro il confine franco-spagnolo dei Pirenei. Dopo un costoso assalto a cui fece seguito un violento sacco della città, gli alleati portarono alla conclusione l'assedio di San Sebastián l'8 settembre, mentre la guarnigione francese assediata a Pamplona capitolò per fame il 31 ottobre; con le sue retrovie sicure, il Duca di Wellington avanzò quindi in direzione della Francia con l'intenzione di catturare le posizioni francesi che dominavano le linee alleate a occidente del fiume Bidasoa (o Bidassoa).
Visto che le truppe francesi si sostenevano principalmente saccheggiando le campagne dove si trovavano, il ministro della guerra di Napoleone, Henri-Jacques-Guillaume Clarke, ordinò al maresciallo Soult di tenere una posizione il più possibile vicino alla frontiera, onde non gravare sui contadini francesi. Il maresciallo si ritrovò così a tenere un fronte di 48 chilometri tra i monti dei Pirenei: la zona era facile da difendere, ma le comunicazioni laterali erano difficoltose. Visto che la zona costiera sulla destra appariva come la parte più solida della sua linea, Soult schierò nel settore il generale Honoré Charles Reille con una forza di 10 550 uomini; sotto il comando di Reille vi erano la 7ª Divisione del generale Antoine Louis Popon de Maucune con circa 4 000 uomini e la 9ª Divisione del generale Pierre François Xavier Boyer forte di 6 515 effettivi: Macune teneva il basso corso del Bidassoa vicino al golfo di Biscaglia mentre Boier difendeva il corso più interno del fiume. Dietro queste forze vi era il campo fortificato di Bordagain e il porto di Saint-Jean-de-Luz, tenuti dagli 8 018 uomini della Divisione di riserva del generale Eugene-Casimir Villatte.
Il generale Bertrand Clausel presidiava il settore centrale dello schieramento francese con 15 300 uomini, parte delle divisioni dei generali Nicolas François Conroux (4 962 uomini), Jean-Pierre Maransin (5 575 uomini) ed Eloi Charlemagne Taupin (4,778 uomini). Sulla destra, vicino al corso del Bidassoa, si trovava la ridotta La Bayonette, mentre il monte La Rhune (Larrun) sorgeva nella parte centrale del settore di Clausel; l'ala sinistra del generale si appoggiava invece al fiume Nivelle vicino ad Ainhoa. Temendo un'offensiva dei coalizzati attraverso il Passo di Maya e il fiume Nivelle, Soult schierò il generale Jean-Baptiste Drouet d'Erlon su fianco sinistro con 19 200 uomini delle divisioni dei generali Maximilien Sebastien Foy, Jean Barthélemy Darmagnac, Louis Jean Nicolas Abbé e Augustin Darricau; queste truppe tenevano la linea compresa tra Ainhoa e la fortezza montana di Saint-Jean-Pied-de-Port, coprendo i passi di Maya e Roncisvalle. Con l'aggiunta di genieri, artiglieri e altre truppe di seconda linea Soult poteva arrivare a un totale di 55 000 effettivi.
L'armata anglo-portoghese di Wellington annoverava circa 64 000 effettivi, cui si aggiungevano i 25 000 spagnoli dell'Armata della Galizia del generale Manuel Freire de Andrade. Per realizzare la sua testa di ponte in territorio francese, Wellington scelse di forzare il basso corso del Bidassoa vicino alla sua foce: il fiume aveva una larghezza di 910 metri e una profondità di 6 metri nel suo settore di massimo corso vicino all'Isola dei Fagiani, ma i francesi non si avvidero che vi erano solo 1,2 metri d'acqua nel corso inferiore del fiume nei momenti di bassa marea, una circostanza appresa dai coalizzati interrogando i pescatori baschi che vivevano nella zona. I comandi alleati fissarono l'attraversamento del fiume per il 7 ottobre, quando era attesa la prossima bassa marea.
L'attraversamento fu meticolosamente preparato. Vicino alla foce, i genieri britannici costruirono un muro di terra battuta sulla riva del fiume, che avrebbe coperto le unità della 5ª Divisione anglo-portoghese del generale Andrew Hay durante il loro avvicinamento al Bidassoa. Wellington fece poi posizionare cinque batterie di artiglieria e tre grossi cannoni d'assedio da 18 libbre per fornire supporto di fuoco alla fanteria durante l'assalto.

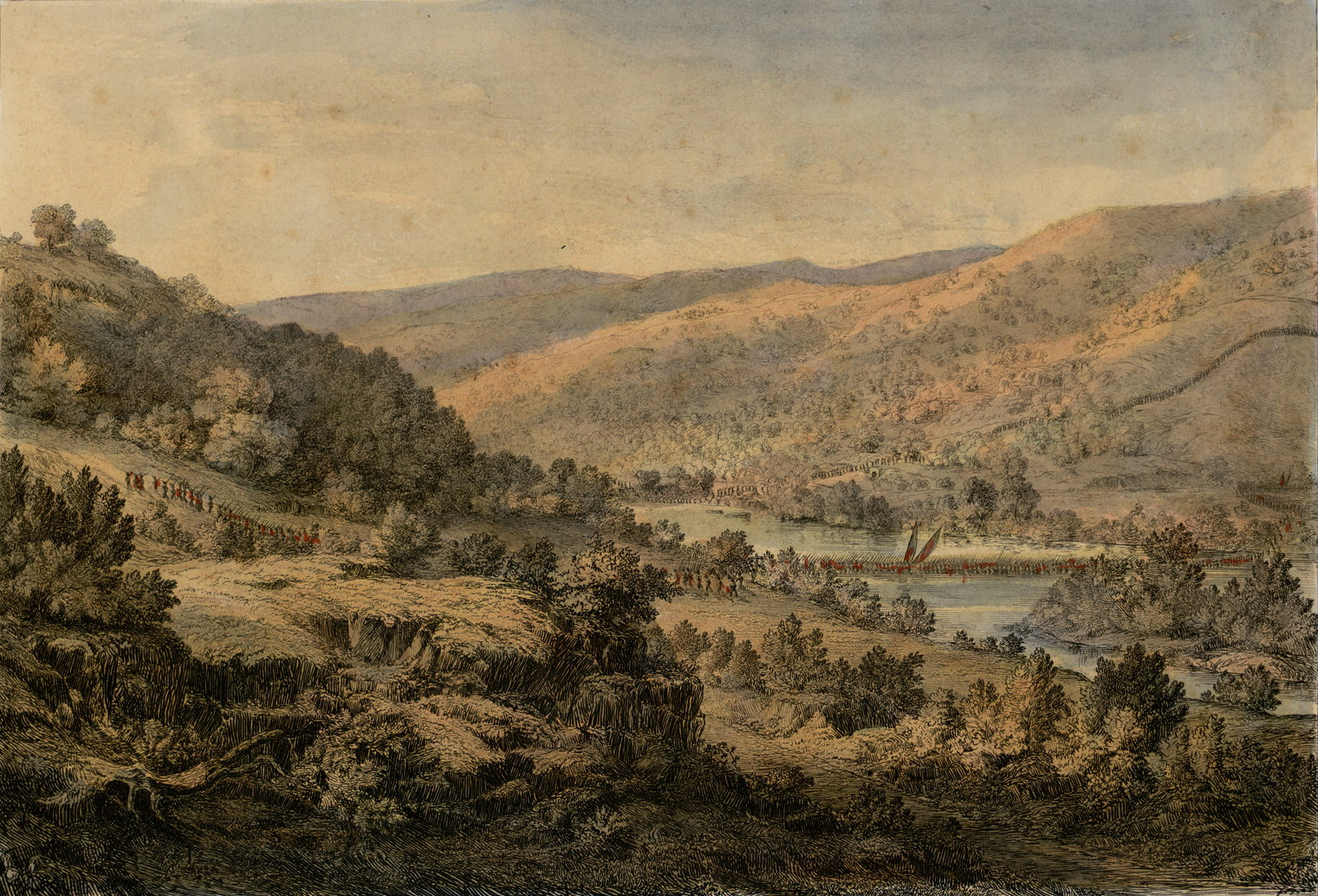
The Guards entering France, 7th October 1813, quadro di Robert Batty del 1823

## La battaglia
Alle 07:25 del 7 ottobre la 5ª Divisione di Hay lanciò il suo attacco a partire da Hondarribia (Fuenterrabia); l'attacco fu una completa sorpresa per i francesi, che nel settore avevano solo i 4 000 uomini della divisione di Maucune per difendere sei chilometri di fiume. I fanti di Hay conquistarono immediatamente una testa di ponte nei pressi del villaggio di Hendaye, e mossero due brigate sulla destra per fornire supporto all'attraversamento del fiume da parte della 1ª Divisione del generale Kenneth Howard. Per le 08:00 le truppe di Howard, la brigata portoghese indipendente del generale Thomas Bradford e la brigata britannica indipendente del generale Matthew Whitworth-Aylmer si erano portate sulla sponda opposte del Bidassoa nei pressi di Béhobie; tre brigate spagnole dell'armata del generale Freire attraversarono il fiume più a destra degli anglo-portoghesi. Rapidamente, i britannici espugnarono la postazione fortificata di Croix des Bouquets mentre gli spagnoli catturavano il Monte Calvaire; l'intera sponda del fiume tenuta dai francesi cadde nelle mani dei coalizzati al costo di appena 400 perdite. Con il terreno elevato ormai nelle sue mani, Wellington sospese ogni ulteriore avanzata.

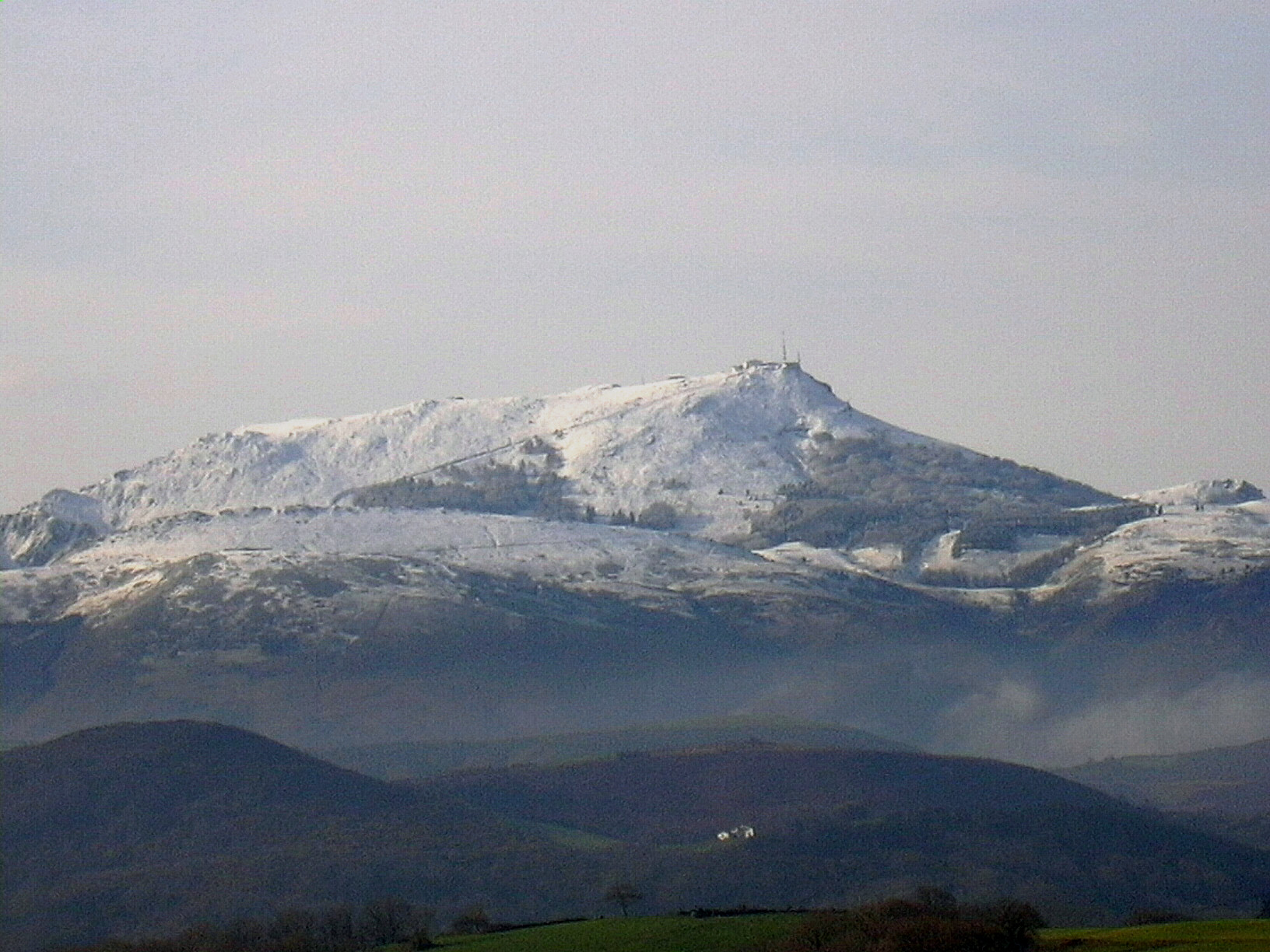
Veduta odierna della vetta del monte La Rhune, teatro di duri scontri il 7 ottobre 1813

Quella mattina l'attenzione di Soult era completamente assorbita dall'avanzata della 6ª Divisione anglo-portoghese del generale Henry Clinton attraverso il passo di Maya, con la brigata portoghese della divisione che riuscì a conquistare Urdax dopo un sanguinoso assalto costatole la perdita di 150 uomini. Soult si rese poi conto che l'attacco era solo una mossa diversiva per distrarlo dal settore costiero: il maresciallo mosse subito in aiuto di Reille, ma era ormai troppo tardi per impedire il forzamento del Bidassoa da parte di Wellington.
I combattimenti più duri della giornata si svolsero nel settore di Clausel. La brigata britannica del generale John Colborne, parte della Divisione Leggera del generale Charles Alten, attaccò la ridotta de La Bayonette: i francesi lanciarono una carica giù dalla collina e ributtarono indietro i fanti leggeri del 95th Rifles, ma immediatamente la fanteria del 52nd (Oxfordshire) Regiment of Foot comparve fuori dai boschi e rovesciò la situazione mettendo in fuga il nemico. Inseguendo da vicino i francesi in ritirata, i fanti del 52nd Regiment catturarono la ridotta con sorprendente facilità.
Nel mentre, la brigata del generale James Kempt (l'altra brigata della divisione di Alten) e la divisione spagnola del generale Francisco de Longa attaccarono i due speroni del monte La Rhune per mettere in sicurezza alcune posizioni; alla loro destra, due divisioni spagnole agli ordini del generale Pedro Agustín Girón mossero alla conquista della vetta stessa, ma nonostante ripetuti attacchi frontali gli spagnoli furono sconfitti. Ad ogni modo, il giorno seguente i francesi abbandonarono le loro posizioni sul La Rhune per evitare di rimanere tagliati fuori.

## Conseguenze
Nel settore di Reille, i francesi riportarono 390 tra morti e feriti oltre a lasciare nelle mani dei coalizzati 60 prigionieri e otto cannoni. Nel settore di Clausel, invece, le perdite per i francesi ammontarono a 600 tra morti e feriti oltre a 598 uomini e nove cannoni abbandonati in mano al nemico. I britannici riportarono la perdita di 82 morti, 486 feriti e cinque dispersi, per un totale di 573 uomini; i portoghesi ebbero 48 morti, 186 feriti e otto dispersi, mentre gli spagnoli annoverarono 785 tra morti e feriti portando le perdite totali delle forze di Wellington a 1 600 uomini.
La sconfitta lungo il Bidassoa intaccò il morale delle forze di Soult. A eccezione di quanto visto sul La Rhune, i soldati francesi non difesero le loro posizioni con ostinazione; come commentò Villatte, «con truppe come queste possiamo aspettarci solo disgrazie». Soult fece di Maucune il capro espiatorio della sconfitta, lo destituì dal comando della sua divisione e lo mandò a riposo nelle retrovie. Dopo la battaglia, alcune unità dei coalizzati si abbandonarono a saccheggi nelle città e nei villaggi francesi della zona; Wellington intervenne pesantemente per far cessare questi comportamenti: il generale era ben consapevole che i saccheggi dei francesi in Spagna avevano grandemente contribuito alla sollevazione degli spagnoli contro le truppe invasori, e non era disposto a tollerare ruberie da parte dei suoi uomini onde non provocare un'analoga sollevazione da parte dei contadini francesi.